# Antje Möldner-Schmidt
Antje Möldner-Schmidt (Alemania, 13 de junio de 1984) es una atleta alemana, especialista en la prueba de 3000 m obstáculos en la que llegó a ser campeona europea en 2014.

## Carrera deportiva
En el Campeonato Europeo de Atletismo de 2014 ganó la medalla de oro en los 3000 m obstáculos, con un tiempo de 9:29.43 segundos, llegando a meta por delante de la sueca Charlotta Fougberg y la española Diana Martín (bronce con 9:30.70 segundos que fue su mejor marca personal).